# Principi de màxima potència
El principi de potència màxima o de Lotka s'ha proposat com a quart principi de l'energètica en la termodinàmica de sistema obert. Un exemple d'un sistema obert és una cèl·lula biològica. Segons Howard T. Odum, "El principi de poder màxim pot ser declarat com a: Durant l'autoorganització, els dissenys de sistema es desenvolupen i prevaleixen allò que maximitza la potència, la transformació d'energia, i aquells usos que reforcen la producció i l'eficàcia." D'una altra manera, es pot definir com que els sistemes amb més flux d'energia desplacen aquells amb menys.
A Energy Basis for Man and Nature, Odum posa l'exemple d'una granja. Aquella granja que optimitza els recursos climàtics i utilitza el millor fertilitzant per fer créixer suficients (flux màxim) productes que la gent vol comprar podrà fer que el pagès pugui repetir el procés cada any. El sistema que sigui reeixit sobreviurà i serà copiat per altres pagesos.

## Definició
Odum et al. van entendre el teorema de màxima potència com un principi de selecció de reciprocitat d'eficiència de potència amb una aplicació més àmplia que l'electrònica. Per exemple, Odum ho va veure en sistemes oberts que funcionaven amb energia solar, com la fotovoltaica i la fotosíntesi. Igual que el teorema de la màxima potència, l'enunciat d'Odum sobre el principi de màxima potència es basa en la noció de “matching”, de manera que l'energia d'alta qualitat maximitza la potència essent compatible i amplificant l'energia (1994, pàg. 262, 541): "en els dissenys supervivents és probable que es produeixi una combinació d'energia d'alta qualitat amb quantitats més grans d'energia de baixa qualitat". Com passa amb els circuits electrònics, la velocitat resultant de transformació d'energia serà màxima a una eficiència de potència intermèdia. El 2006, TT Cai, CL Montague i JS Davis van dir que "el principi de màxima potència és una guia potencial per entendre els patrons i processos de desenvolupament i sostenibilitat dels ecosistemes. El principi prediu la persistència selectiva dels dissenys d'ecosistemes que capturen una font d'energia que fins ara no s’havia aprofitat ". En diversos textos, HT Odum va donar la màquina Atwood com un exemple pràctic del "principi" de la màxima potència.